# Facundo Muñoz
Facundo Muñoz, vollständiger Name Facundo Mariano Muñoz Silva, (* 3. März 1996 in Montevideo) ist ein uruguayischer Fußballspieler.

## Karriere
Der 1,77 Meter große Offensivakteur Muñoz steht seit der Saison 2016 im Profikader des Zweitligisten Canadian Soccer Club. Dort debütierte er unter Trainer Matías Rosa am 22. Oktober 2016 beim 1:3-Heimniederlage gegen den Club Atlético Atenas mit einem Startelfeinsatz in der Segunda División. In der Saison 2016 bestritt er fünf Zweitligaspiele und schoss ein Tor. Anfang März 2017 verpflichtete ihn der Cerro Largo FC, für den er bislang (Stand: 23. Juli 2017) nicht zum Einsatz kam.